# Akce K
Akce K je název pro nezákonnou násilnou likvidaci klášterů a mužských katolických řeholních řádů, která proběhla v komunistickém Československu v dubnu 1950. Akci předcházel proces Machalka a spol. s představiteli řádů, který měl celou akci ideologicky odůvodnit před veřejností.
Během akce bylo v Československu zlikvidováno 219 řeholních domů a internováno 2376 řeholníků, fakticky byl zabaven movitý i nemovitý majetek řeholí (u nemovitého majetku k tomu formálně došlo až později). Důsledkem celé akce byly mimo jiné obrovské škody na kulturním dědictví národa – mnohé klášterní stavby, které představovaly unikátní architektonické památky, byly vydány na pospas chátrání či dokonce cíleně ničeny, zmizela řada vzácných tisků a byl rozkraden cenný movitý majetek, jako starobylý nábytek a podobně.
Krátce po ní následovala podobně koncipovaná, ale mnohem pozvolnější Akce Ř, která byla namířena proti ženským řádům. Akce B, která měla vést k formální likvidaci všech řádů, se už z větší části neuskutečnila. Pro první noc, během které byly přepadeny a zlikvidovány kláštery, se vžilo též pojmenování Bartolomějská noc (řeholníků).

## Příprava akce
První konkrétní úvahy o zabrání klášterů a potlačení řádů se objevily na nejvyšší úrovni v dubnu 1949, kdy s nimi přišli církevní pracovníci Akčních výborů Národní fronty. ÚV KSČ schválil hrubé obrysy akce na svém zasedání 22. srpna téhož roku a 20. ledna 1950 byla schválena konkrétní podoba akce. Dále se už jen pracovalo s jejím časovým plánem, původní mnohaetapový harmonogram se nakonec změnil na dvouetapový, aby řeholníci neměli čas na útěk nebo ukrytí klášterního majetku a aby veřejnost nedostala příležitost k protestu.

## Předehra – Monstrproces proti představitelům řádů

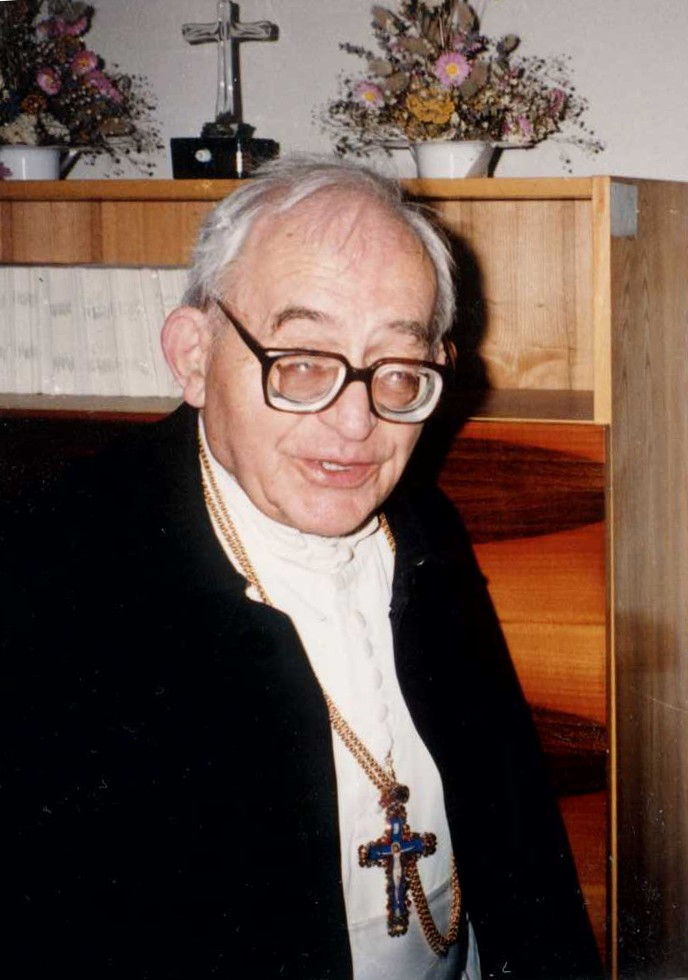
Bohumil Vít Tajovský (1995)

Aby byla brutální akce nějak odůvodněna, bylo rozhodnuto, že řády a jejich představení musejí být v očích veřejnosti zdiskreditováni a obviněni z činů proti republice a dalších ničemností. V rámci diskreditační kampaně bylo rozhodnuto, že bude uspořádán monstrproces s významnými představiteli řádů. Předseda Státního úřadu pro věci církevní Alexej Čepička osobně vybral sedm čelných představitelů řeholí (plus několik náhradníků, kdyby to u některých náhodou nevyšlo). Během února a března 1950 byli pozatýkáni elitní představitelé řádů:
- František Šilhan (provinciál jezuitů)
- Adolf Kajpr (jezuita, šéfredaktor Katolíka)
- František Mikulášek (jezuita, vůdčí osobnost Mariánských družin a Sdružení katolické mládeže a šéfredaktor Dorostu)
- Jan Evangelista Urban (františkán)
- Silvestr Braito (dominikán, zakladatel a šéfredaktor filosof.-teologické revue Na hlubinu)
- Ivan Mastiliak (redemptorista)
- Jan Blesík (redemptorista, spisovatel a misionář)
- Augustin Machalka (premonstrát, opat Novoříšského kláštera), označen za vedoucího skupiny
- Heřman Josef Tyl (premonstrát, převor Tepelského kláštera)

K nim byli přidáni dříve zatčení v lednu 1949 Vít Tajovský (premonstrát, opat Želivského kláštera) a v září 1949 Jan Anastáz Opasek (benediktin, opat Břevnovského kláštera).
Zatčení byli za pomoci mučení, drog a vydírání přinuceni sepsat doznání k protistátní činnosti a počátkem dubna byli v operetním vystoupení před soudem odsouzeni k těžkým trestům. Kromě několika málo podvržených důkazů (zbraně, které StB umístila do Želivského kláštera, kde je poté slavně nalezla) vycházel rozsudek pouze z přiznání dotyčných a často dokonce i z jejich zjevných dezinterpretací. Soud se odmítl zabývat námitkami obžalovaných, že byli k přiznání donuceni za pomoci nezákonných prostředků, a jejich státem přidělení obhájci se (s výjimkou Dr. Turečkové) omezili na žádosti o mírné tresty. Ty se pohybovaly od doživotí po 9 let těžkého žaláře (pouze Stanislav Barták, který byl do procesu zařazen spíše jako svědek než obžalovaný, dostal dva roky, mj. za povolnost, s níž „svědčil“ proti ostatním).

## Průběh vlastní akce
Akci předcházela pečlivá příprava, jejíž součástí bylo nucené dosazení státních zmocněnců do klášterů. Ti měli dohlížet na dění v klášteře a získat informace, které by ji usnadnily a zajistily její hladký průběh. V tomto ohledu byla velká pozornost věnována hlavně salesiánským a jezuitským internátům.
První etapa akce K (K1) byla uskutečněna 8 dní po ukončení výše zmíněných monstrprocesů, tj. v noci z 13. na 14. dubna. Během akce ozbrojení příslušníci StB, SNB a lidových milic obsadili okolo půlnoci kláštery a řeholní zařízení 7 nejpočetnějších řeholí v Československu, přinutili mnichy vstát a vzít si něco málo osobních věcí a odvezli je do speciálních koncentračních táborů pro mnichy (obvykle se jednalo o tzv. internační, koncentrační či soustřeďovací kláštery). Druhá etapa (K2) byla provedena v noci z 27. na 28. téhož měsíce a zlikvidovala prakticky vše, co zbývalo. Výsledkem akce byla likvidace drtivé většiny klášterů a klášterních zařízení, výjimku představovala salesiánská zařízení formálně vedená pod Charitou (patrně z důvodu administrativního přehlédnutí) a zdravotní zařízení milosrdných bratří, která byla ušetřena jednak z propagandistických důvodů (řád byl násilně rozpuštěn nacisty krátce po vzniku Protektorátu), jednak proto, že stát neměl dostatek odborného personálu, který by je nahradil. I všechna tato zařízení byla později v průběhu 50. let zrušena. Celkem bylo v celém Československu během akce K internováno 2376 řeholníků a zlikvidováno 219 řeholních domů, v Českých zemích šlo o 1240 řeholníků a 144 domů. Uniklo jen několik málo jednotlivců, kteří se nějaký čas skrývali a pak byli buďto dopadeni nebo prchli za hranice.
Samotná přepadení klášterů proběhla většinou hladce. V některých případech sice došlo ke střetu s místními obyvateli, kteří se pokusili příslušníkům v odvedení mnichů zabránit, nakonec se však podařilo buďto obyvatele zastrašit, nebo věc vyřešil odkladem akce na některou z pozdějších hodin nebo příštích nocí. Pokud se potíže objevily, dělo se tak převážně na Slovensku, kde došlo také k jediným skutečně vážným střetům. Šlo především o přepadení kláštera v obci Spišský Štvrtok, kde byl k rozehnání srocujících se obyvatel použit slzný plyn, a zejména nepokoje v okolí soustřeďovacího tábora Podolinec, kde StB použila nejprve výstražné výstřely a posléze i bajonety a ostrou střelbu proti davu, který se pokusil osvobodit vězněné řeholníky.

## Důsledky a návaznosti
Zabrané kláštery byly dány do péče státu a jejich movitý majetek rozdán různým institucím (např. Národní knihovna a další státní archivy a knihovny, které tak získaly přes 1 a čtvrt milionů knih, včetně velmi vzácných svazků), muzea a další instituce podobného zaměření získaly přes 2000 obrazů a uměleckých předmětů. Během akce však byla též řada vzácných knih, rukopisů a uměleckých děl zničena nebo rozkradena osobami starajícími se o převzetí, zajištění a převoz majetku klášterů. Řadu klášterních budov patřících ke skvostům stavební architektury nechal poté komunistický stát zchátrat nebo přizpůsobil k „užitečným“ účelům (z některých se staly dokonce kravíny či armádní ubytovny). Zabavením veškerých úspor a hotovosti řádů získal stát také nemalé finanční prostředky.
Řeholníci byli nezákonně vězněni v internačních táborech, kde vykonávali nucené práce a podrobovali se výchovným politickým školením. Někteří byli postupně přesouvání buďto do vězení, nebo k PTP. Část jejich řádů byla státem formálně rozpuštěna, což však jejich členové většinou odmítli akceptovat. Nijak zvlášť úspěšná nebyla ani nucená politická školení, která měla obrátit řeholníky k marxismu-leninismu a dobrovolnému vzdání se řeholního života, byť někteří (převážně mladí) řeholníci se do civilního života vrátili.
Na akce K a R měla navazovat Akce B, která měla i formálně definitivně zlikvidovat veškeré řeholní řády na území Československa, ovšem smrt Stalina a Gottwalda vedla nejprve k jejímu odložení a posléze zrušení, neboť byla shledána příliš nápadnou a propagandisticky těžko obhajitelnou.
I tak lze říci, že v rámci Československa byla činnost řady řádů v podstatě zastavena, nebo alespoň silně ochromena. Pro církev byla těžkou ranou, protože úder zasáhl a paralyzoval její duchovní elitu a zásadně jí zkomplikoval pastorační, publikační a vzdělávací činnost.

## Právní rámec akce
Akce K byla naprosto nezákonným aktem násilí. Neexistovala vůbec žádná právní norma, která by takový postup státních orgánů umožňovala, ať už celkově nebo v jednotlivých případech. „Majetkové převody“ zpětně „pololegalizovala“ vyhláška č. 351/1950 Ú. l. Státního úřadu pro věci církevní z 31. května 1950, převádějící správu řeholního majetku „nesloužícího řeholním účelům“ na státem řízený náboženský fond. Je pochopitelné, že kláštery násilně zbavené svých řeholníků spadaly přesně do této kategorie.

## Seznam hlavních internačních táborů

### České země
Jako centralizační a internační střediska byly vybrány zejména kláštery ve vylidněném pohraničí a řídce obydlených oblastech. K protestům místního obyvatelstva i z tohoto důvodu nedocházelo.
- Bohosudov
- Broumovský klášter
- Česká Kamenice (jakési „přeškolovací středisko“ pro řeholníky)
- Hejnice
- Králíky
- Klášter Osek
- Želiv internační klášter

### Slovensko
Na rozdíl od českých zemí se zde ukázalo věznění mnichů a řeholníků jako problematické. V blízkosti internačních klášterů bydlelo více lidí, kteří zpočátku projevovali silný zájem o osud mnichů a řeholníků a rozhořčení nad postupem státních orgánů. Došlo k několika demonstracím a střetům mezi obyvatelstvem a ostrahou internačních zařízení, tábor Pezinok dokonce byl po opakovaných rozsáhlých nepokojích přemístěn.
- Podolínec (StB zde použila zbraně pro odražení pokusu místních obyvatel o osvobození mnichů)
- Jasov
- Pezinok (pro setrvalé nepokoje mezi obyvatelstvem byli mniši posléze přesunuti do Bácze (resp. Báč))
- Malacky
- Hlohovec (demonstrace místních obyvatel rozehnala armáda)
- Beňadik
- Močenok
- Pruské (demonstrace místních po menších potyčkách rozehnala armáda)